# April, April – Tote scherzen nicht
April, April – Tote scherzen nicht ist ein US-amerikanischer Slasher-Film aus dem Jahr 2008.

## Handlung
Die wohlhabende Desiree Cartier veranstaltet in ihrem Haus am 1. April 2007 eine Debütantin-Party für ihre Freundin, die Schauspielerin Torrance Caldwell. Neben Desirees Bruder Blaine sind der zu für den US-Senat kandidierende Peter Welling, seine als Miss Carolina gewählte Verlobte Barbie Reynolds sowie der Videograf Ryan zu Gast. Später kommt noch Ryans Schwarm Milan Hastings hinzu, die mit Desiree konkurriert. Auch der Boulevard-Reporter Charles Landford ist vor Ort.
Desiree überredet Blaine zu einem Aprilscherz, bei dem er Milan mit Champagner betrunken machen und im Schlafzimmer verführen soll. Desiree filmt die Szene und die anderen Gäste beobachten alles durch den Türspalt. Plötzlich hat Milan einen Anfall und stürzt dabei vom Balkon in den Tod. Vor Gericht wird die Gruppe freigesprochen. Aber Blaine verliert die Aufsicht über das Familienvermögen an Desiree. Die Boulevardmedien berichten ausführlich über Milans Tod.
Genau ein Jahr nach dem Vorfall erhalten Desiree und Blaine eine anonyme Nachricht, in der sie aufgefordert werden, sich am Mittag des 1. April an Milans Grab zu treffen. Dort tauchen auch Peter, Barbie, Torrance und Ryan auf, die die gleiche Nachricht bekommen haben. Ein Kurier bringt ihnen ein Paket. Darin befindet sich ein Brief, der besagt, dass eine der sechs Personen Milan ermordet hat. Wenn niemand es gesteht, werden alle noch an diesem Tag sterben. Ein ebenfalls im Paket befindlicher Laptop zeigt, wie der Nichtschwimmer Charles im Pool ertrinkt, als er versucht, seinen Hund zu retten. Die Gruppe fährt zum Pool und findet Charles’ Leiche. Daraufhin beschuldigen sich alle gegenseitig.
Desiree fährt mit Blaine und Ryan zu einem Schönheitswettbewerb. Dort sieht Desiree, dass Barbie in ihrer Garderobe durch einen Stromschlag auf nassem Boden gestorben ist. Als sie den Männern die Leiche zeigen will, ist diese verschwunden. Die drei fahren weiter zu Peters Büro. Peter ist auf dem Weg zu einem Termin, aber Desiree sieht in der Tiefgarage, wie er von seinem eigenen Wahlkampf-Auto überfahren wird. Als sie das Auto verfolgt, glaubt sie, Milan am Steuer zu sehen. Danach spricht Desiree am Filmset mit Torrance, die ihr erzählt, dass sich Ryan seltsam verhält. In Ryans Wohnung finden Desiree und Blaine zahlreiche Videos, die er gefilmt hat. Als Ryan zurückkehrt, wird ihm vor ihren Augen die Kehle aufgeschlitzt. Blaine ruft die Polizei. Während die Geschwister nach Hause fahren, versucht Desiree vergeblich, Torrance zu warnen.
Zuhause entdeckt Desiree auch noch die Leiche ihres Butlers Wilford. Dann sieht sie ihren Bruder gefesselt auf einem Stuhl. Hinter ihr taucht Torrance mit einer Pistole in der Hand auf. Torrance fesselt auch Desiree. Dann schießt sie auf Blaine. Die verzweifelte Desiree gesteht, dass sie im Vorjahr eine Droge in Milans Champagner gegeben hat. Sie äußert sich negativ über alle, die sie zuletzt hat sterben sehen. In dem Moment lacht der noch lebende Blaine. Alle vermeintlich Toten tauchen lebend neben Desiree auf und erklären, dass alle Ereignisse des Tages als Streich inszeniert waren, um Desiree für ihr Verhalten zu bestrafen. Die Spezialeffekt-Experten aus Torrances Filmcrew haben dabei geholfen und einige ihrer Kollegen haben die Polizisten gespielt.
Als Torrance zeigen will, dass ihre Pistole mit Platzpatronen gefüllt ist, und auf Desiree zielt, löst sich eine echte Patrone, die Desiree mit einem Kopfschuss tötet. Torrance wird jedoch vom selben Richter wie ein Jahr zuvor freigesprochen, der außerdem Blaine zum Alleinerben ernennt. Blaine fährt in Desirees Auto davon und das Fernsehen berichtet auch über Desirees Tod.

## Rezeption
Für den Filmdienst ist es ein „uninspirierter Horrorfilm auf Grundlage eines ähnlich langweilen Vorgängers (‚Die Horror Party‘, 1987), der in allen Belangen die Unzulänglichkeiten seiner Macher spiegelt.“